# Observatorio Interamericano del Cerro Tololo
El Observatorio Interamericano del Cerro Tololo, CTIO por sus siglas en inglés, se ubica en el valle de Elqui, aproximadamente a 80 km de la ciudad de La Serena, en la Región de Coquimbo, Chile, a una altitud de 2200 m s. n. m.

## Descripción
El observatorio del Tololo, cuyo significado es "al borde del abismo", consta de 7 cúpulas, de las cuales solo 5 se mantienen en funcionamiento. El proyecto se inició en el año 1962 y se concretó  el 7 de noviembre de 1967. Desde enero de 1976, opera su telescopio más grande, Víctor Blanco, de 4 metros de diámetro. Sus telescopios son nombrados por el diámetro que poseen.
Es operado por la Association of Universities for Research in Astronomy, AURA, consorcio de universidades privadas estadounidenses en colaboración con la National Optical Astronomy Observatories, NOAO, bajo convenio con la National Science Foundation de los EE. UU. y la Universidad de Chile. 
Con un clima moderado por las corrientes de aire frío, que vienen del suroeste en el océano Pacífico, y por la corriente de Humboldt, que viaja hacia el norte desde el océano Antártico a lo largo de la costa de Chile, con un cielo casi perfectamente libre de luces de ciudades, una atmósfera muy transparente, la cercanía del desierto y las frías capas de aire oceánico que se mueven sin turbulencia apreciable hacia la cordillera de los Andes, se combinan para crear uno de los mejores sitios del mundo para observaciones astronómicas.
Es posible realizar visitas al observatorio Tololo cada sábado del mes. Estas son guiadas y gratuitas con una duración total de tres horas, aproximadamente. Es necesario pedir una autorización con al menos un mes de anticipación y se debe contar con un vehículo propio para llegar. Las visitas se realizan durante el día, contemplando una charla y recorrido por las instalaciones. No es posible observar por el telescopio por tratarse de un telescopio científico y profesional.

## Telescopios
- El  Telescopio Víctor M. Blanco (Blanco 4m) se completó en 1974 y es muy similar al Telescopio Nicholas U. Mayall que se completó en el KPNO en 1973.[2] Las pruebas del telescopio y los instrumentos duraron hasta principios de 1976 cuando comenzaron las operaciones científicas.[3] El Blanco 4m es el único telescopio en Cerro Tololo gestionado directamente por NOAO.[4]

- El  Telescopio de Investigación Astrofísica del Sur (SOAR) de 4.1 m, es un telescopio óptico y de infrarrojo cercano situado en Cerro Pachón.  Fue dedicado en 2004 y es administrado por NOAO para un consorcio internacional del cual NOAO es socio.[4][5]

### Telescopios SMARTS
- El telescopio SMARTS de 1,5 m (59,1 plg) es un reflector Cassegrain en una montura ecuatorial.  Las observaciones regulares comenzaron en 1968.[6]
- El telescopio SMARTS de 1,3 m (51,2 plg)es un reflector Cassegrain sobre una montura ecuatorial.  Fue construido por M3 Engineering and Technology Corporation y utilizado para el 2-micron All-Sky Survey (2MASS).  Comenzó a funcionar en 1998 y fue entregado al CTIO en 2001, una vez finalizado el estudio.[7]
- El Telescopio  SMARTS Yale de 1.0 m  es un reflector Cassegrain de tubo cerrado construido por Boller y Chivens.  Se instaló por primera vez en 1965 en la Estación de Observación Bethany del Observatorio de la Universidad de Yale.[8] Se trasladó al CTIO en 1974.[9] De 1998 a 2002, fue utilizado por el consorcio Universidad de Yale-AURA-Universidad de Lisboa-Universidad Estatal de Ohio (YALO) con un sensor fabricado a medida.  En 2004 se integró en SMARTS.[10]
- El telescopio SMARTS de 1,3 m es un reflector Cassegrain de tubo cerrado.  Fue instalado en el CTIO en 1966.[11]

### Telescopios de los inquilinos
- El Telescopio del Sur de 0.6 m Southeastern Association for Research in Astronomy (SARA) South Telescope es un telescopio reflector construido por Boller y Chivens.  Instalado en 1968 para el Programa Internacional de Patrulla Planetaria, era propiedad del Observatorio Lowell y estaba operado por él. En algún momento el control pasó a manos del CTIO, que duró hasta 1996, tras lo cual Lowell utilizó el telescopio de forma intermitente.[12] Fue reformado por SARA y puesto de nuevo en uso en 2010.[13] El tiempo de observación se comparte entre los miembros del consorcio SARA.
- El Telescopio Curtis-Schmidt de 0.61 m es una cámara Schmidt que se instaló en el CTIO en 1966.[14] Anteriormente se encontraba en el Observatorio del Lago Portage de la Universidad de Míchigan.  Actualmente se utiliza para el proyecto Michigan Orbital DEbris Survey Telescope (MODEST), que forma parte del programa de la NASA para detectar y catalogar desechos orbitales.[15] Dos tercios del tiempo de observación fueron a discreción de NOAO antes de 2001.[11] De 1989 a 1995 fue utilizado en parte por el Survey Calán/Tololo.
- El Wisconsin H-Alpha Mapper (WHAM) es un telescopio construido a medida de 0.6 m  que se utiliza para estudiar el medio ionizado caliente.  En 2009, fue trasladado al CTIO desde el KPNO, donde funcionó desde 1996 hasta 2008.[16]
- Un telescopio reflector de 0.5 m construido por la Officina Stellare de Italia fue instalado en 2010 como parte de la Chilean Automatic Supernova Search (CHASE)(Búsqueda Automática de Supernovas en Chile).[17] El proyecto está a cargo del Centro de Excelencia en Astrofísica y Tecnologías Asociadas (CATA) de la Universidad de Chile Departamento de Astronomía.  El telescopio también formará parte del Global Robotic-telescopes Intelligent Array (GLORIA).[18] Está ubicado en el edificio que anteriormente albergaba el Telescopio de Ondas Milimétricas. 30°10′06.97″S 70°48′21.65″O / -30.1686028, -70.8060139 La cúpula existente se sustituyó por una nueva cúpula de tipo bivalvo como parte del proyecto.  Desde 2009, CHASE ha utilizado los telescopios PROMPT durante un 10% del tiempo.
- La instalación  PROMPT (Telescopios Robóticos de Monitoreo y Polarimetría Ancromática)  consta de cinco telescopios reflectores Ritchey-Chrétien de 0.4 m construidos por RC Optical Systems.  Cada telescopio está equipado con un filtro y una cámara diseñados para observar estallidos de rayos gamma en diferentes longitudes de onda.  Cuando no observan un evento, los telescopios son utilizados a distancia por estudiantes de escuelas públicas de Carolina del Norte (EE. UU.).  La construcción de seis cúpulas totalmente automatizadas comenzó en 2004 y los telescopios empezaron a funcionar en 2006.[19] El estado de un sexto telescopio, originalmente planeado para observar en longitudes de onda del infrarrojo cercano, no está claro.  El edificio para un séptimo telescopio PROMPT, una unidad más grande de 0,8 m, se completó en 2011.[20] 30°10′03.52″S 70°48′18.91″O / -30.1676444, -70.8052528
- El Global Oscillations Network Group (GONG) desplegó una estación de observación para estudiar la heliosismología en 1995.[21]
- Ocho telescopios de 40 cm, cada uno de ellos equipado con una cámara CCD sensible a la luz óptica roja y al infrarrojo cercano, utilizados por el Proyecto MEarth.[22]

### Antiguos telescopios
- El Telescopio Millimeter-wave de 1.2 m  es un reflector Cassegrain con un espejo primario hecho de aluminio mecanizado, remecanizado en EE. UU. por Phelps-Dodge con una precisión superficial de lambda/400.[23] Fue instalado en el CTIO en 1982, y un telescopio idéntico se encuentra en el Harvard-Smithsonian Center for Astrophysics.  Se utilizó para la cartografía-espectrométrica de la distribución del monóxido de carbono a una longitud de onda en reposo de 2,6 milímetros en nubes moleculares en el tercer y cuarto cuadrante de la Vía Láctea, y en las Nubes de Magallanes mientras estaba en el CTIO.  En 2009 fue trasladado al campus del Observatorio Astronómico Nacional de Chile en el Cerro Calán, cerca de Santiago.[24] 30°10′06.97″S 70°48′21.65″O / -30.1686028, -70.8060139
- Un telescopio de 0.41 m  fue transportado a la cumbre en mulas en 1961 para realizar pruebas en el lugar.[25] Más tarde fue instalado en una cúpula en el CTIO en 1965.[14] Su cúpula fue utilizada por el Telescopio de Ondas Milimétricas a partir de 1982.30°10′06.97″S 70°48′21.65″O / -30.1686028, -70.8060139
- En 1965 se instaló un segundo telescopio de 0.41 m .[14] Se retiró en algún momento y el edificio se utilizó para la UCAC.30°10′06.95″S 70°48′22.82″O / -30.1685972, -70.8063389
- Un astrógrafo de 0.2 m fue utilizado por el proyecto USNO CCD Astrograph Catalog (UCAC) desde 1998 hasta 2001.  Estaba situado en una de las cúpulas del telescopio de 16 pulgadas.  Después de estudiar el cielo del sur fue trasladado a la Estación Flagstaff del Observatorio Naval de los Estados Unidos para completar su misión.[26] 30°10′06.95″S 70°48′22.82″O / -30.1685972, -70.8063389
- El Southern H-Alpha Sky Survey Atlas (SHASSA) funcionó en el CTIO desde 1997 hasta 2006 en su propia pequeña cúpula, apodada El Enano por el personal local.[27][28] Fue retirado al final del proyecto y donado a una escuela de La Serena.[29]

### Futuros telescopios
- La Red Global de Telescopios del Observatorio Las Cumbres está construyendo tres telescopios de 1 m en Cerro Tololo.  La construcción de las cúpulas comenzó en 2010 y se completó en 2011.[30][31] Los telescopios estarán disponibles para uso científico y educativo, y se planea un conjunto de telescopios más pequeños.30°10′02.58″S 70°48′17.24″O / -30.1673833, -70.8047889
- El Observatorio Vera C. Rubin (LSST) es un telescopio reflector de 8.4 m en construcción en el Cerro Pachón.  La construcción comenzó en 2011 y se espera que la primera luz sea a finales de 2015.[32] Se utilizará para un reconocimiento astronómico similar a la exploración 2MASS realizada en el CTIO. Al igual que con Gemini, el LSST se gestionará por separado de CTIO.30°14′40.68″S 70°44′57.90″O / -30.2446333, -70.7494167. Un telescopio de apoyo más pequeño de 1,4 metros para LSST se construirá en un pico adyacente.30°14′41.27″S 70°44′51.80″O / -30.2447972, -70.7477222
- En Cerro Tololo se está construyendo actualmente un telescopio de 1.6 metros que sirve de apoyo a la Red Coreana de Telescopios de Microlentes (KMTNet), dirigida por el Instituto Coreano de Astronomía y Ciencias del Espacio (KASI).[33] 30°10′01.84″S 70°48′14.39″O / -30.1671778, -70.8039972

- Está previsto construir en Cerro Tololo un telescopio de 0,82 metros llamado "T80-Sur" que apoyará el proyecto Southern Massive Astrophysical Panchromatic Survey (S-MAPS).30°10′04.31″S 70°48′20.48″O / -30.1678639, -70.8056889 El proyecto S-MAPS también propone construir un telescopio más grande de 2,55 metros en Cerro Pachón.[34]

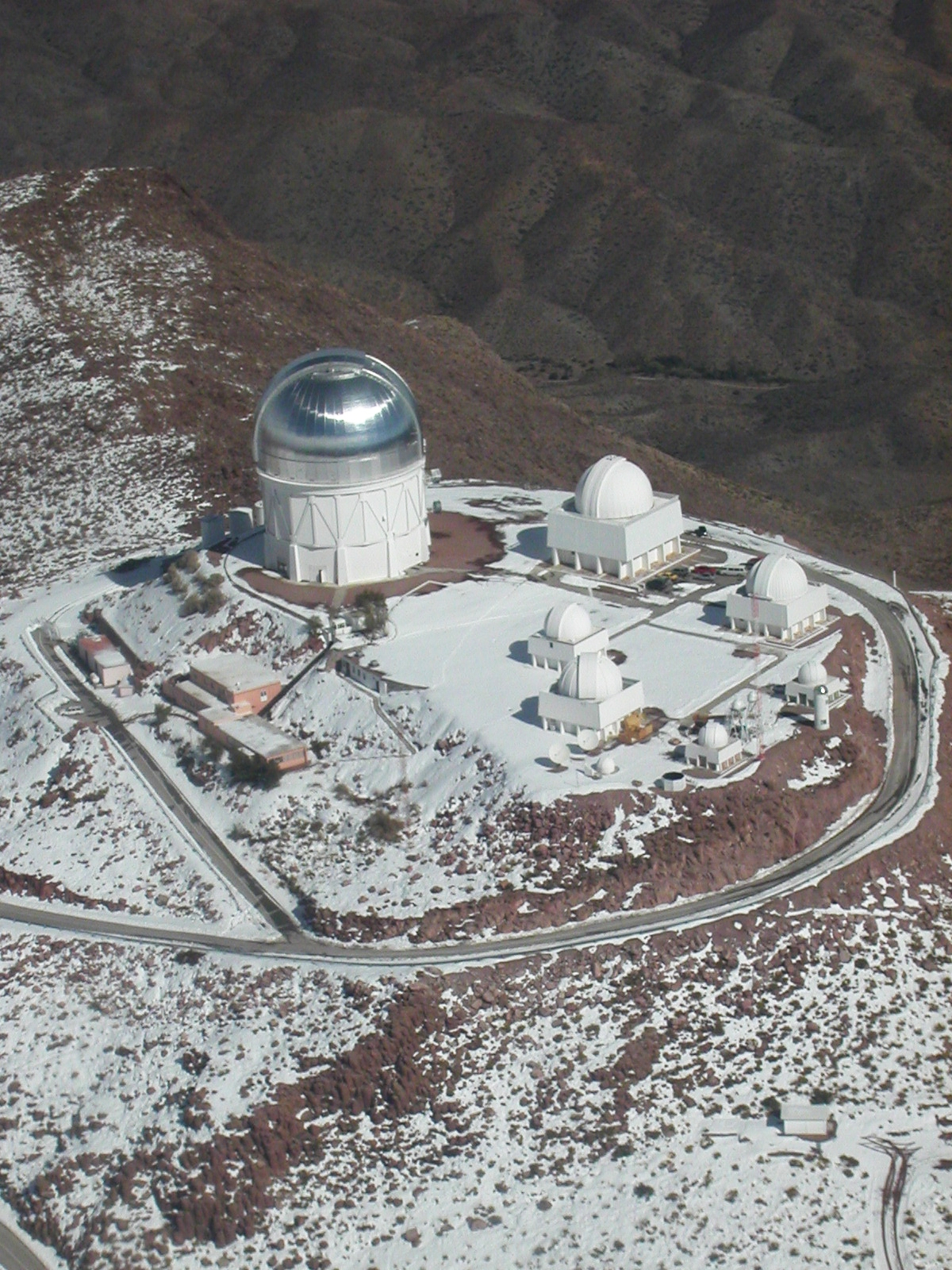
Vista aérea.
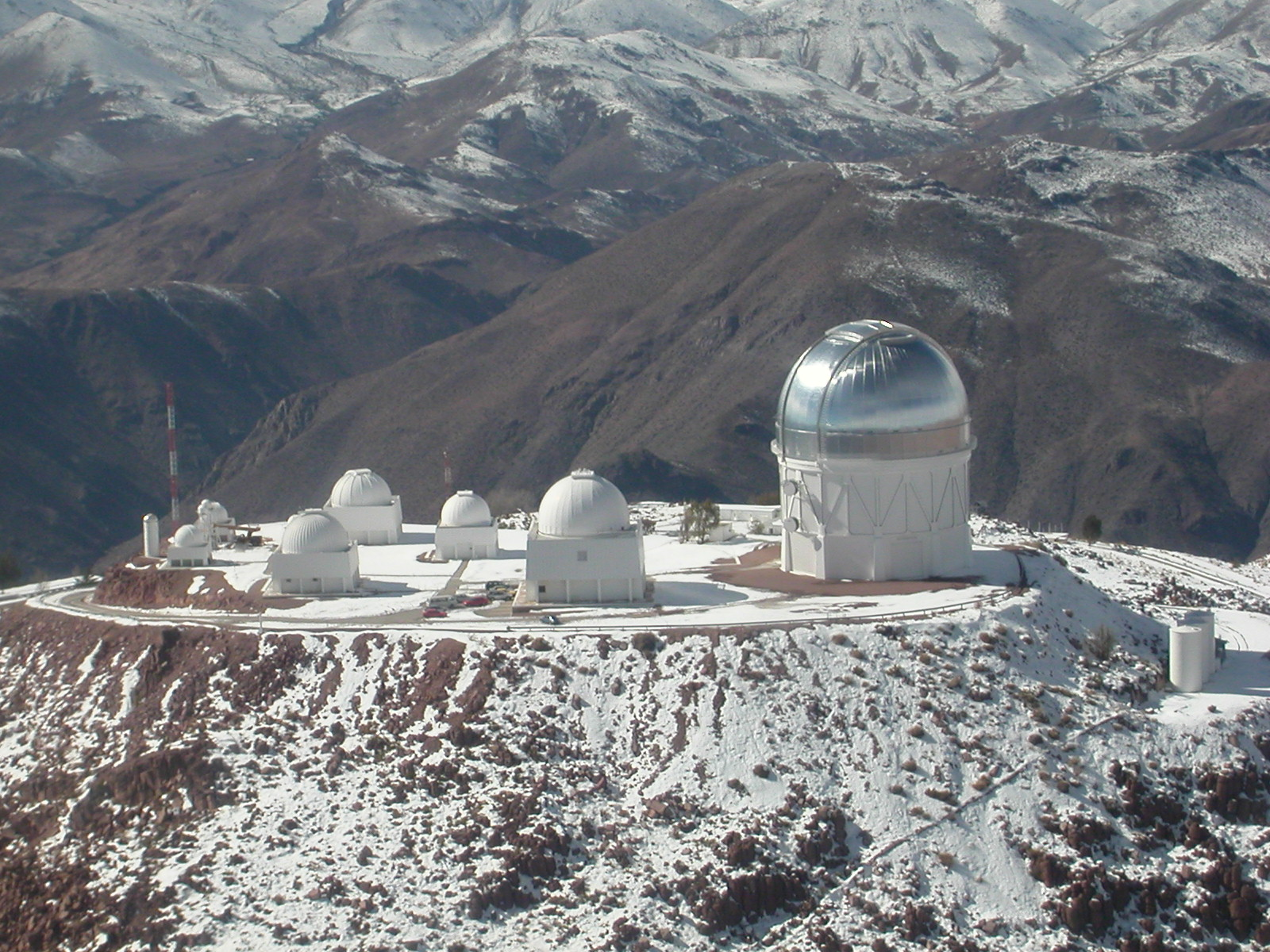
Vista Aérea.
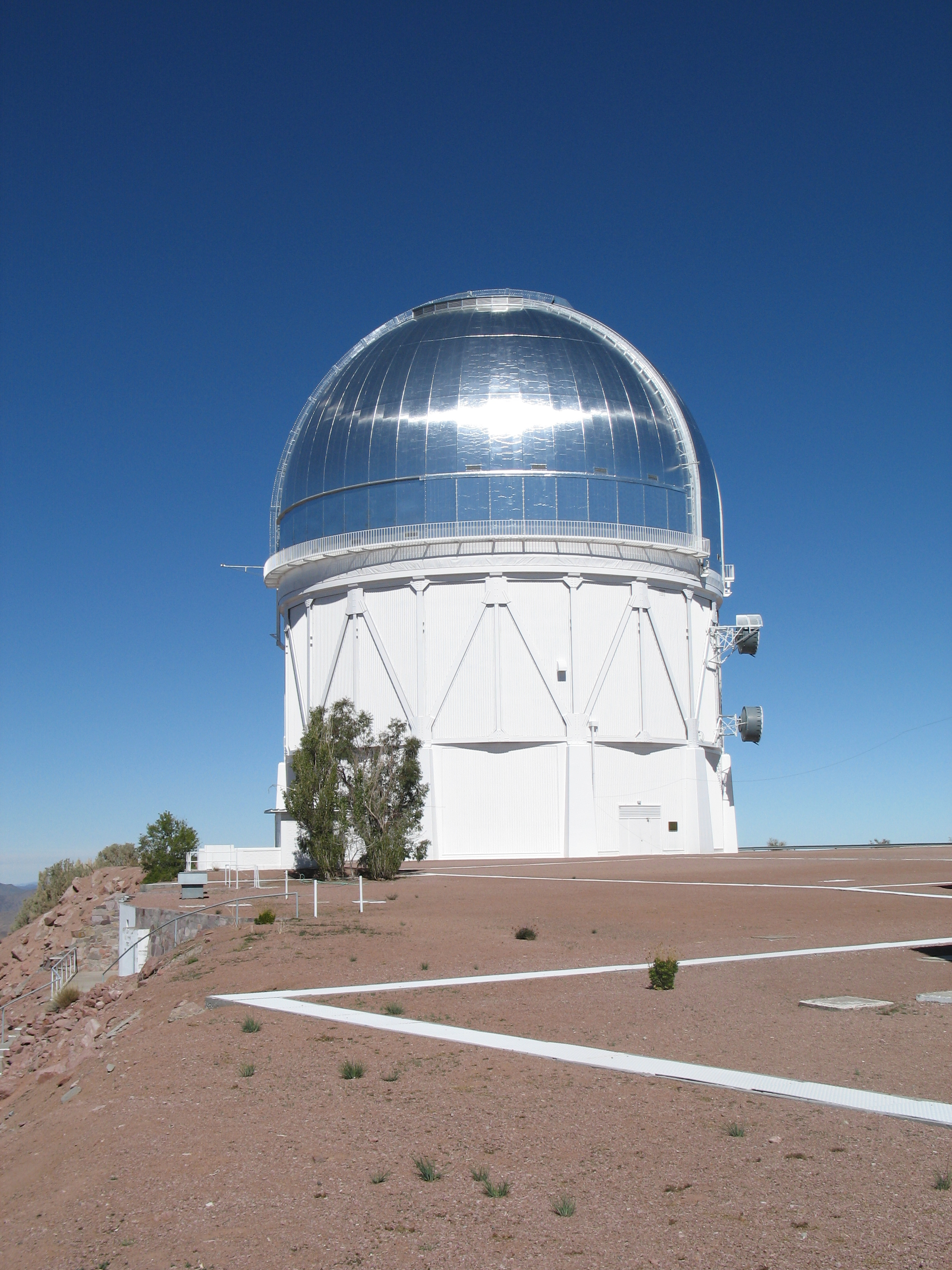
Cúpula Telescopio Víctor Blanco.
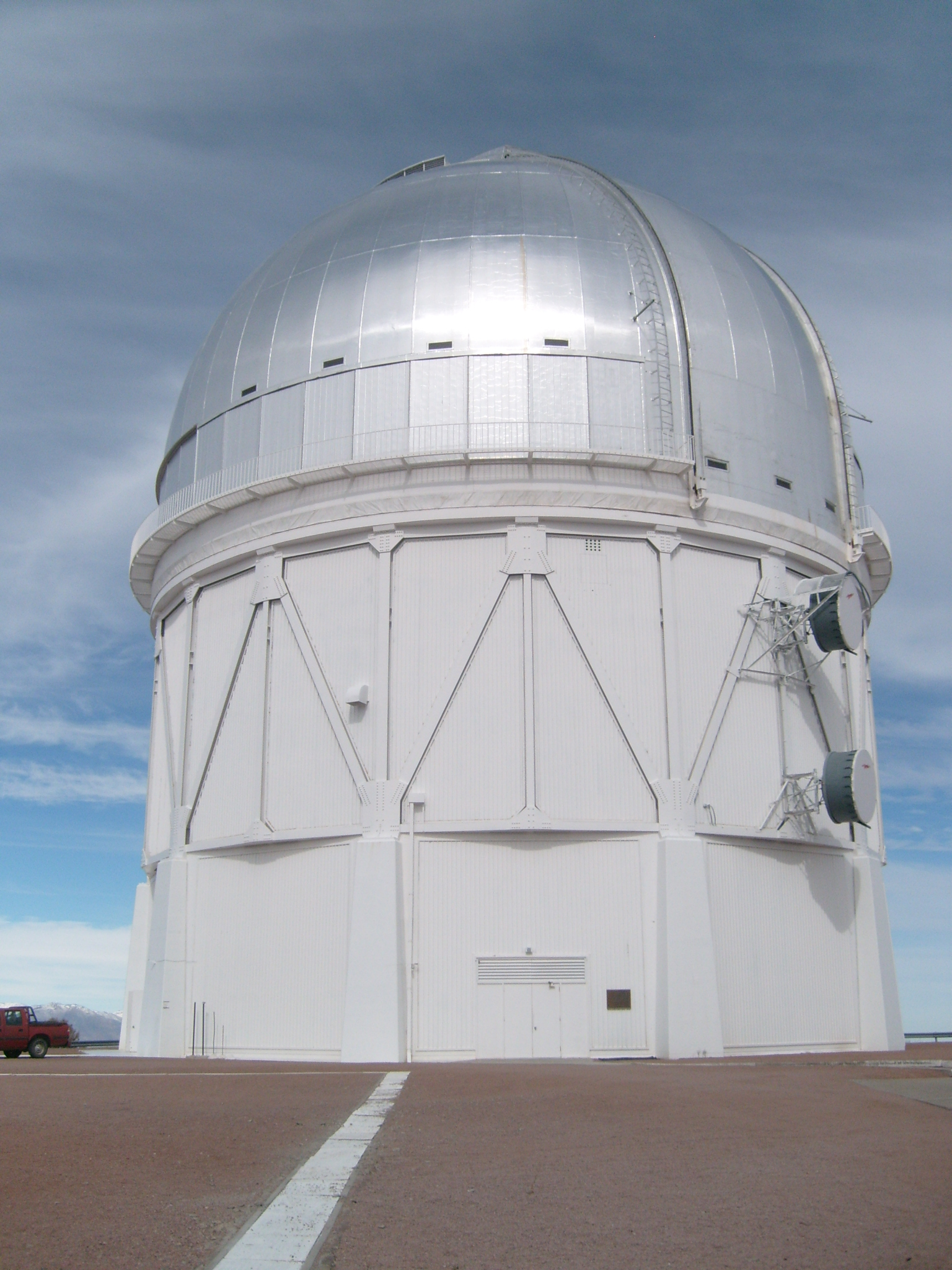
Cúpula Telescopio Víctor Blanco.
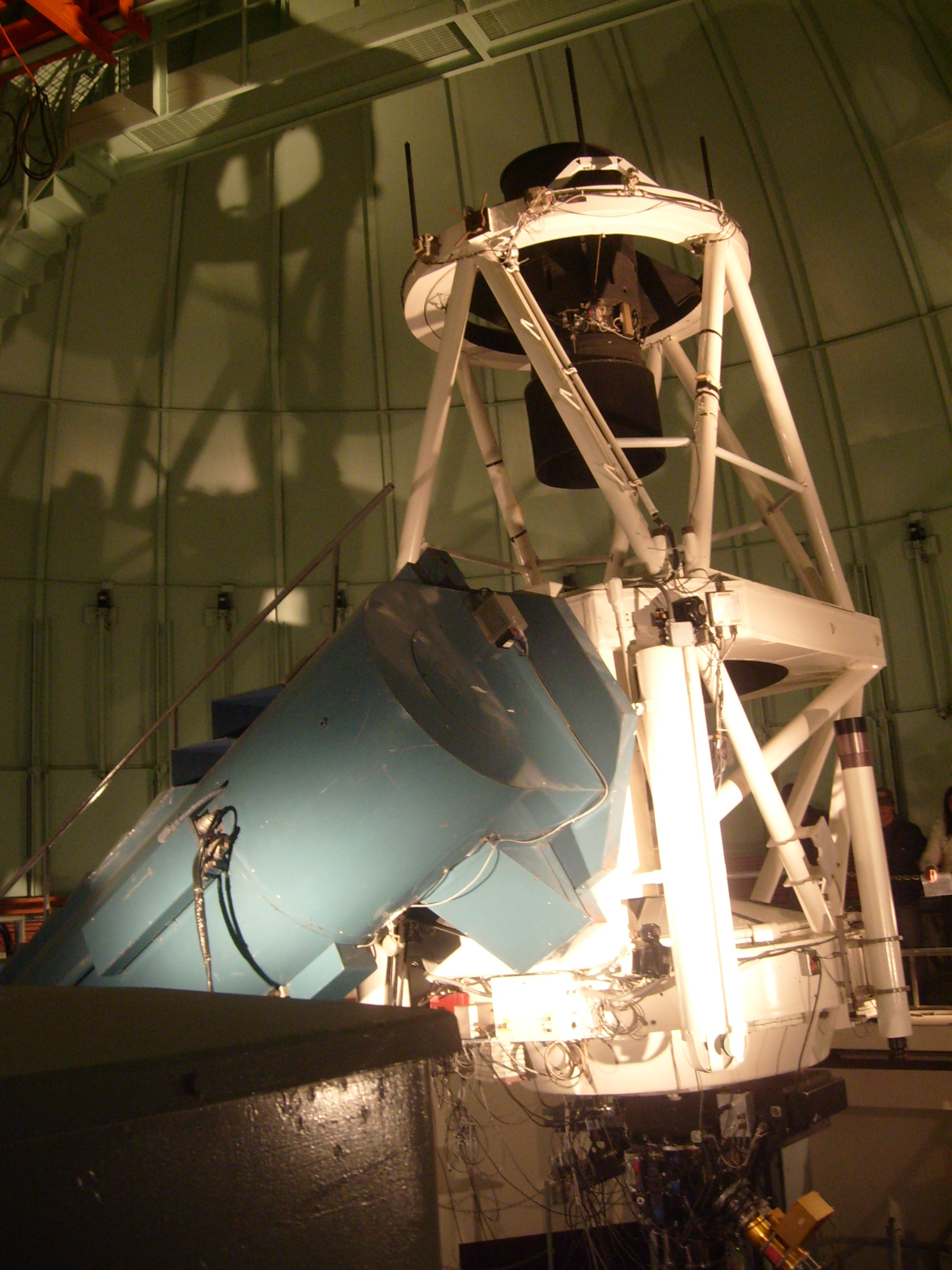
Telescopio "Metro y medio".
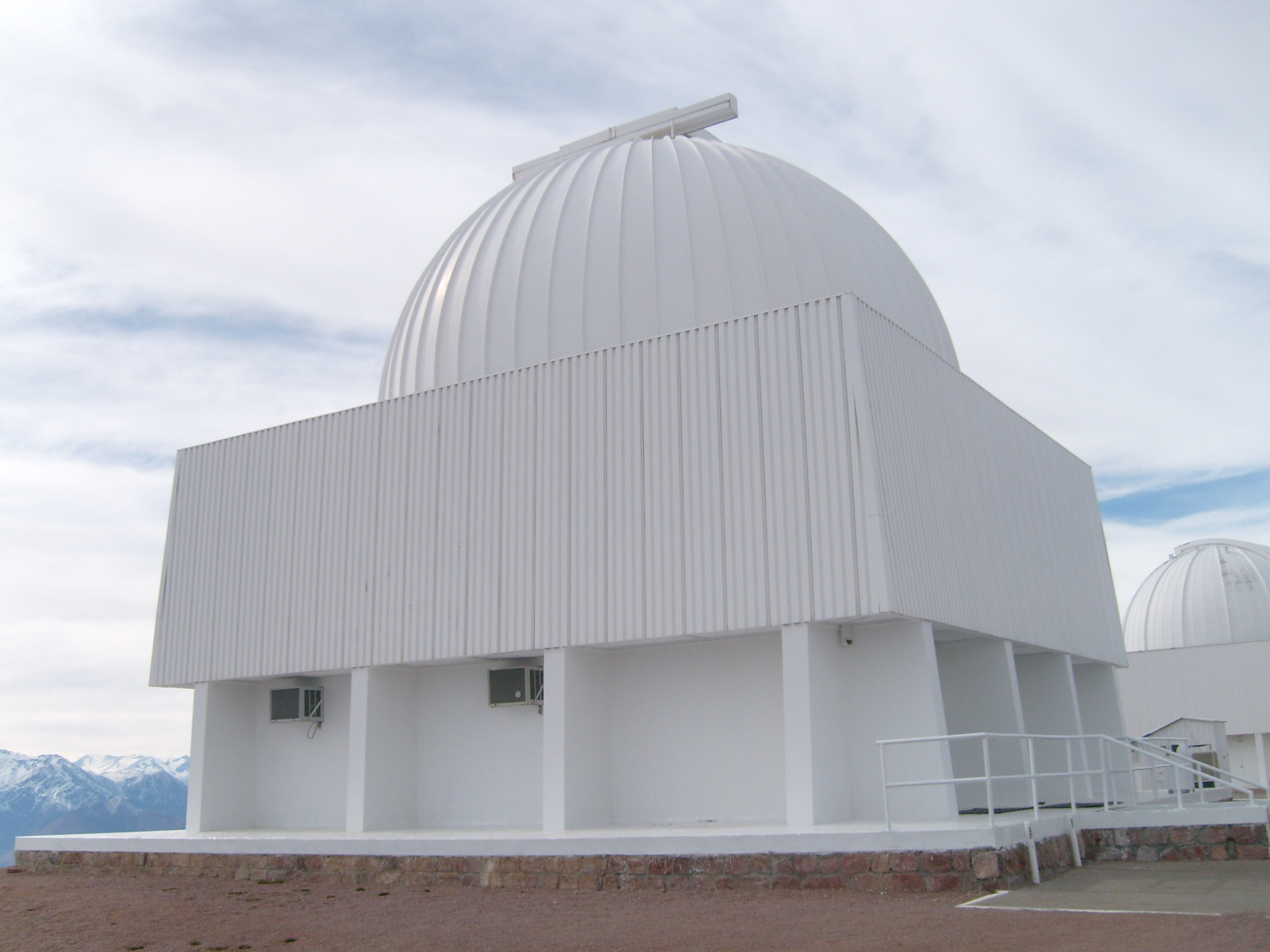
Cúpula "Telescopio Metro y medio".
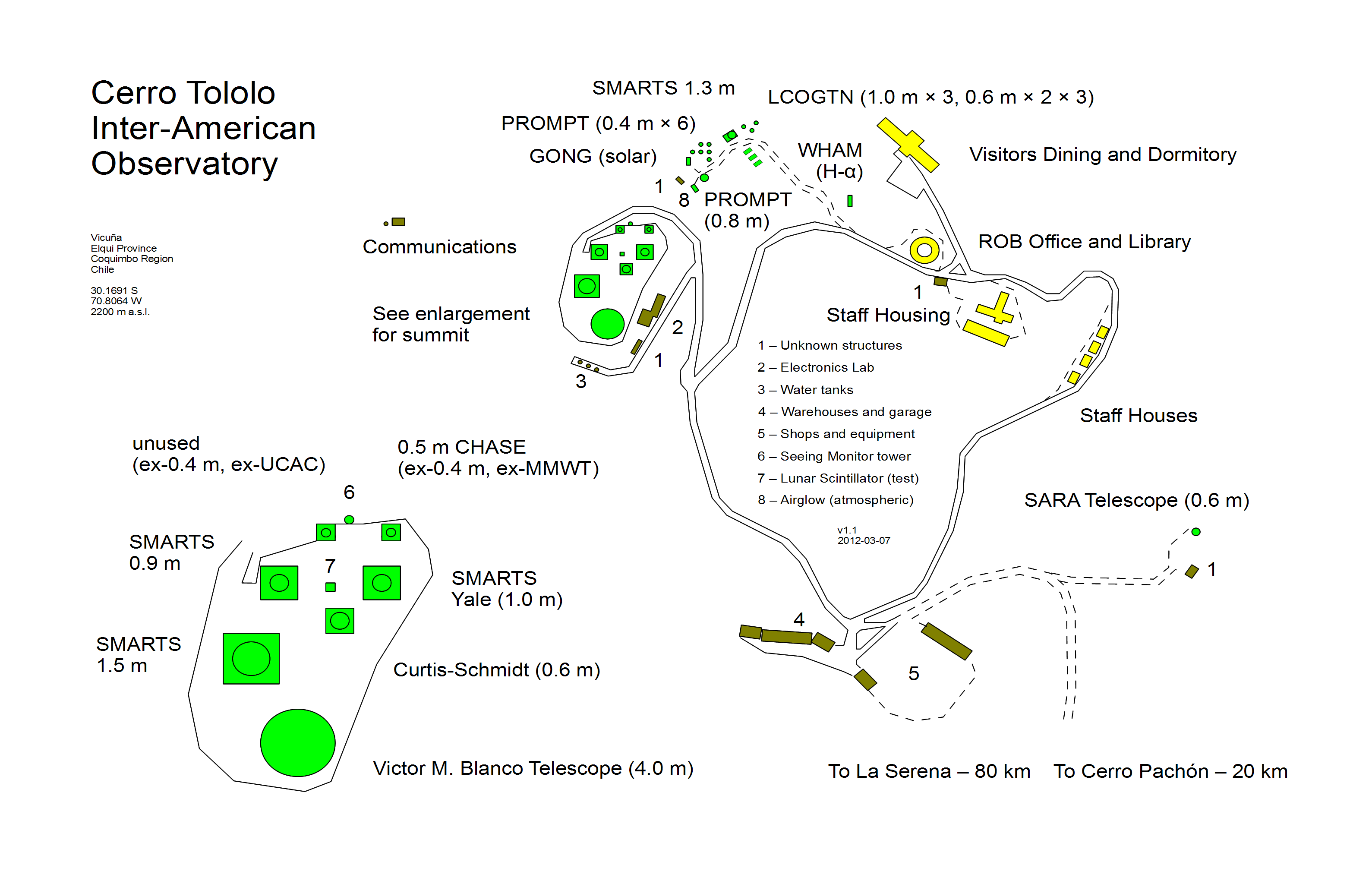
Telescopios y otras instalaciones en la cima de Cerro Tololo

## Descubrimientos
| Asteroides descubiertos: 5 | Asteroides descubiertos: 5 |
| -------------------------- | -------------------------- |
| (87269) 2000 OO67          | 29 de julio de 2000        |
| (87555) 2000 QB243         | 25 de agosto de 2000       |
| (88611) Teharonhiawako     | 20 de agosto de 2001       |
| (134210) 2005 PQ21         | 9 de agosto de 2005        |
| (139775) 2001 QG298        | 19 de agosto de 2001       |

| Supernovas descubiertas: 1 | Supernovas descubiertas: 1 |
| -------------------------- | -------------------------- |
|                            | 7 de diciembre de 2013     |

En la mañana del sábado 7 de diciembre de 2013, Luis González, ayudante de investigación de la Universidad de Chile, descubrió lo que posteriormente sería confirmado como una supernova por José Maza, astrónomo de la Universidad de Chile e investigador del CATA (Centro de Astrofísica y Tecnologías Afines. La supernova es el primer descubrimiento realizado por el CATA 500, un telescopio robótico diseñado y operado por un equipo chileno ubicado en Santiago, a unos 500 kilómetros al sur. Forma parte del proyecto GLORIA, que proporciona acceso abierto a astrónomos de todo el mundo a una red de telescopios robóticos operados a distancia.
La nueva supernova se encuentra en la galaxia ESO 365-G16, situada a 370 millones de años luz de la Tierra, y tiene una masa ocho veces superior a la de nuestro Sol.
La Hamburguesa de Gómez, que se cree que es una estrella joven rodeada por un disco protoplanetario, fue descubierta en 1985 en fotografías del cielo obtenidas por Arturo Gómez, personal técnico de apoyo del Observatorio.